# ایست‌ویتیر (کالیفرنیا)
ایست‌ویتیر (به انگلیسی: East Whittier) یک منطقهٔ مسکونی در ایالات متحده آمریکا است که در شهرستان لس‌آنجلس، کالیفرنیا واقع شده‌است. ایست‌ویتیر ۲٫۸۲۴ کیلومتر مربع مساحت و ۹٬۷۵۷ نفر جمعیت دارد و ۶۹ متر بالاتر از سطح دریا واقع شده‌است.